# Steve Renko
Steven Renko Junior (né le 10 décembre 1944 à Kansas City, Missouri, États-Unis) est un ancien lanceur droitier de baseball. Il a joué dans les Ligues majeures pour sept équipes de 1969 à 1983.

## Carrière
Steve Renko est drafté par les Mets de New York en 1965. Il est échangé aux Expos de Montréal le 15 juin 1969 dans un échange qui voit le joueur de premier but Donn Clendenon passer aux Mets. Renko fait ses débuts dans le baseball majeur avec l'équipe de Montréal, qui joue à ce moment la toute première saison de son histoire.
Renko a joué huit saisons pour les Expos et connu deux saisons de 15 victoires, la première en 1971 et la seconde en 1973.
Par la suite, il  a porté les couleurs des Cubs de Chicago (1976-1977), des White Sox de Chicago (1977), des Athletics d'Oakland (1978), des Red Sox de Boston (1979-1980) et des Angels de la Californie (1981-1982), avant de terminer sa carrière en 1983 dans sa ville natale de Kansas City avec les Royals.
En 365 parties dans les Ligues majeures, Steve Renko a remporté 134 victoires contre 146 défaites, avec une moyenne de points mérités de 3,99 et 1455 retraits sur des prises en 2494 manches lancées.